# デジタルモンスター ゼヴォリューション
『デジタルモンスター ゼヴォリューション』（DIGITAL MONSTER X-evolution、通称：ゼヴォ）は、東映アニメーション製作のテレビスペシャル。『デジモンクロニクル』を基にストーリーを構成したCG作品。CGアニメーション制作は意馬が担当。

## 概要
この作品は、製作発表当初、原名は『デジタルモンスター ゼヴォリューション 〜13番目のロイヤルナイツ〜』（DIGITAL MONSTER X-evolution 〜13番目のロイヤルナイツ〜）、2005年映画公開予定と発表されていたが、諸事情により予定が変更になり、2005年1月3日にフジテレビでテレビ放送された。
当初はデジモンシリーズ5作目として扱われる場合もあったが、後に正規の最新作『デジモンセイバーズ』が開始したため、現在では本作品は番外編のような扱いとなっている。
デジモンアニメシリーズ初の全編フルCGアニメでもある。
2005年11月25日にDVDが発売された。
声優陣は、基本的に過去のデジモンアニメシリーズのオリジナルキャストが再現されている。

## ストーリー
現代ネットワークとともに発生・発展していった仮想空間デジタルワールドでは、ホストコンピューターである「イグドラシル」が世界のすべてを管理しており、デジタル生命体である「デジモン」が誕生していた。しかし、デジモンの個体数の増加と共にデジタルワールドはパンク寸前の状態となっていった。そのため、イグドラシルは旧デジタルワールドを消去し、新デジタルワールドを創るためすべてのデジモンを消去する「Xプログラム」を発動させた。

## 登場キャラクター
ドルモン
声 - 高山みなみ
本作品の主人公。一人称は「俺」。X抗体を持っているため他のデジモンから狙われたり拒絶されたりしている。その正体はイグドラシルによって創られた実験体デジモンで、十三番目のロイヤルナイツ、アルファモンへの進化資質を持つ、もしくは持たされた（デクスドルゴラモンと分離させられた後廃棄される寸前に光がドルガモンと融合したため、そのときに持たされたのではないかと思われる）。アルファモンの力は圧倒的で、オメガモンさえ上回る。今作での進化系統はドルモン→ドルガモン→ドルグレモン→アルファモン。なお翼と王竜剣は本来はオウリュウモンとの融合により生み出されるが、今作では翼は進化後デクスドルゴラモンの間に進んだ時には自然に生えており、王竜剣もどこかから召喚している。
トコモン
声 - 松本美和
幼年期のデジモン。オメガモンにデリートされそうになったところをウォーグレイモンXに助けられる。途中でXプログラムに侵されるが、メタルガルルモンXから受け継いだX抗体を取り込みトコモンXとなり生き延びる。
ウォーグレイモンX
声 - 坂本千夏
ロイヤルナイツに疑問を持つ究極体のデジモン。一人称は「俺」。X抗体を持たないデジモンとX抗体を持つデジモンの争いを止めさせようと呼びかけていた。オメガモンと2回ほど戦いどちらも生き延びている。
メタルガルルモンX
声 - 山口眞弓
ウォーグレイモンXと同じレジスタンス組織に所属する究極体。一人称は「俺」。オメガモンとの戦闘でドルモンとトコモンを庇い致命傷を受け、X抗体を託し散った。しかし後に復活し、最後は仲間のピンチに駆けつけ戦い抜いた。
オメガモン
声 - 田中秀幸
ロイヤルナイツ所属の究極体のデジモン。その力は他を圧倒する。一人称は「私」。ウォーグレイモンXとメタルガルルモンXを同時に相手にしても引けを取らないほどである。イグドラシルを絶対的な正義と判断しており、大量虐殺を行う。盟友であるデュークモンが自ら死亡した時からイクドラシルの正義を絶対視することに迷いが生まれ、最後にはアルファモンの登場をきっかけにイグドラシルに反旗を翻す。アルファモンから受け継いだX抗体でオメガモンXに進化し、イグドラシルを討つ。
デュークモン
声 - 野沢雅子
オメガモンの盟友にしてロイヤルナイツの一員。一人称は「デュークモン」。イグドラシルの行動を疑問に感じロイヤルナイツから離脱する。その際にオメガモンと戦いデータの海に逝ってしまうが、後にデュークモンXとしてデータの海より帰還。レジスタンスのデジモンに協力して無数の完全体のデクスドルグレモンと戦い、鎧や武器はボロボロになりながらも戦い抜いた。
マグナモン
声 - 野田順子
ロイヤルナイツで唯一究極体でないデジモン。一人称は「私」。それでもその力は究極体と同等であり、ロイヤルナイツの守りの要。イグドラシルの命によりドルモンを捕獲する。イグドラシルを盲信しているものの、その行動に多少の疑念を抱いてはいたが、それすらも何か考えがあってと思い、結局反旗を翻すことは無かった。
ロードナイトモン
声 - 置鮎龍太郎
ロイヤルナイツの一人。出番は一言の台詞だけで姿は見せない。
ウィザーモン
声 - 石田彰
レジスタンス組織の一人。一人称は「俺」。廃棄場に捨てられていたドルガモンを助け看病する。理解力溢れるデジモンであり、最後は成熟期でありながらデクスドルグレモンを必殺技のサンダークラウドで数多く倒す。
マミーモン
声 - 森川智之
レジスタンス組織の一人。一人称は「俺」。正体の知れないドルガモンを疑っていた。それでも仲間意識は強く、ドルガモンを疑ったのも仲間に対する危険性がないかというところから来ている。
シルフィーモン
声 - 遠近孝一
レジスタンス組織の一人。一人称は「私」。
ハヌモン
声 - 滝知史
Xデジモンを罠にかけた個体とレジスタンス組織に所属している個体が登場するが、どちらも別個体。Xデジモンを罠にかけた個体はオメガモンに抹殺される。
レオモン
声 - 平田広明
一人称は「俺」。Xプログラムに蝕まれ、ドルモンの持つX抗体を狙うが、物語冒頭で死に絶える。
アンドロモン
声 - 梁田清之
ウォーグレイモンXの話に耳を傾け話し合いに応じると見せかけたが実はロイヤルナイツに通報しており、Xデジモンを殺そうと考えたが、既にイグドラシルから通常のデジモンも殺すように命令が下っており逃げようとしたところをオメガモンに殺された（正確にはオメガモンの攻撃を止めようと放ったウォーグレイモンXの「ドラモンキラー」をオメガモンが受け止めた後そのまま薙ぎ払い、その流れ弾が胸に刺さった）。
ブロッサモン
声 - 置鮎龍太郎
アンドロモンと共にXデジモンを罠にかけたが、オメガモンに抹殺される。
コクワモンX
声 - 菊池こころ
ウォーグレイモンXの収集に応じたデジモン。オメガモンの「ガルルキャノン」から逃れられずに消滅する。
ガルダモンX
声 - 重松花鳥
ウォーグレイモンXの収集に応じたデジモン。オメガモンとの戦いでは「グレートスピリット」で抵抗を見せるも「ガルルキャノン」で掻き消される。
何故かネイティブアメリカン口調で会話している。
トリケラモンX
多数登場する。X進化している完全体だが、他の成熟期と同じ扱いを受けている。
モノクロモン
多数登場する。
ティラノモン
多数登場する。
マッシュモン
多数登場する。本来はキノコの爆弾のみで戦うが、今作では電撃のような技も用いて戦う。
プテラノモン
多数登場したが、全てオメガモンの「ガルルキャノン」で倒されたと思われる。
デクスドルゴラモン
マグナモンに捕らえられたドルガモンから生み出されたデジモン。多数のデジタマらしきものを口から吐き出し、デクスドルグレモンを無数生み出した。
オメガモンの「ガルルキャノン」を問題にしない戦闘力を持つが、アルファモンに粉砕される。砕かれた後に、破片がデクスモンとして再生し、イクドラシルを討とうとするオメガモンとアルファモンの前に立ちはだかった。デクスモンはアルファモンの影であり、デクスモンに与えたダメージはアルファモンに還ってしまう上に、アルファモンを喰らうことであっという間に損傷は再生してしまう（デクスモンの翼が切られれば、アルファモンの翼も切れ、切れたアルファモンの翼を捕食した後にデクスモンのみ翼が再生した）ため、アルファモンは王竜剣で自分とデクスモンを貫かせることで相討ちとした。
デクスドルグレモン
デクスドルゴラモンに無数生み出された完全体。全デジモンを捕食するかのごとくデジタルワールド中に広がった。途中からデジタルワールドそのものにも影響を与え始め、デクスドルグレモンが通過した後のデジタルワールドはテクスチャを失い、ワイヤフレームだけが残って崩壊していった。
イグドラシル
デジタルワールドのホストコンピューター。複雑かつ多様になりすぎたデジタルワールドを仕切りなおそうと、プロジェクトアークを発動させた。謎が多く、自身で喋ることも行動することも無かった。
ロイヤルナイツでさえも間接的に指令を聞いて行動するのみで、直接その姿を見たことがあるわけではなかった。よって今作の最後でオメガモンが消去した球体も、本当にイグドラシルかは不明であると思われる。
ドルモンの誕生、なぜアルファモンに進化したか、デュークモンとメタルガルルモンXの復活などにも大きく関わっていると推測されるが、どこまでがイグドラシルの思惑通りなのかは明言されていない。
全てのデジモン（ロイヤルナイツは除いたと思われる）を消去させる指令を出したこと、実験体であったドルガモン（ドルモン）を捕獲し、デクスドルゴラモンを創造、大量のデクスドルグレモンを量産し、デジモンの生き残りを襲撃させたこと、ドルモンを守ったり導く立場のデジモンが不思議な復活をした結果、最終的にドルモンがアルファモンに進化し事態の終息に大きな役割を担ったことなど、イグドラシルの行動には謎が多いが、ある程度の一貫性や意図も感じられる。
オールデリートの黒い波動に包まれた後、光が残ったがそれがイグドラシルなのか、復活したのか（もしくは生きていたのか）は不明となっている。

## スタッフ
- 企画 - 金田耕司（フジテレビ）、鵜之澤伸（バンダイ）、森下孝三（東映アニメーション）
- プロデューサー - 高瀬敦也（フジテレビ）、泉谷繁夫（バンダイ）、木村京太郎（読売広告社）、梅澤淳稔（東映アニメーション）
- 原案 - 本郷あきよし
- 監督 - 角銅博之
- 脚本 - 伊藤和典、川崎美羽
- 音楽 - 五木田岳彦
- 制作 - 東映アニメーション
- CGアニメーション制作 - 意馬（Imagi Animation Studios Limited）
- 製作 - デジモンCGプロジェクト（バンダイ、東映アニメーション）